# Meandro (matemática)
En matemáticas, un meandro o meandro cerrado es una curva cerrada que no se interseca a sí misma e interseca una línea un cierto número de veces. Puede verse intuitivamente como un camino que cruza un río a través de una cantidad de puentes.

## Meandro

### Meandro o meandro cerrado
Dada una línea fija orientada {\displaystyle L_{}^{}} en el plano euclidiano {\displaystyle \mathbf {R} ^{2}}, un meandro abierto  de orden {\displaystyle n_{}^{}} es la curva cerrada en {\displaystyle \mathbf {R} ^{2}} que no se autointerseca y que interseca transversalmente la línea en {\displaystyle 2n_{}^{}} puntos para un cierto entero positivo {\displaystyle n}. Dos meandros se dicen equivalentes si son homomórficos en el plano.

### Meandro abierto
Dada una línea fija orientada {\displaystyle L_{}^{}} en el plano euclidiano {\displaystyle \mathbf {R} ^{2}}, un meandro de orden {\displaystyle n_{}^{}} es la curva orientada en {\displaystyle \mathbf {R} ^{2}} que no se autointerseca y que interseca transversalmente la línea en {\displaystyle n_{}^{}} puntos para un cierto entero positivo {\displaystyle n_{}^{}}. Dos meandros abiertos se dicen equivalentes si son homomórficos en el plano.

### Semimeandro
Dado un rayo fijo orientado {\displaystyle R_{}^{}} en el plano euclidiano {\displaystyle \mathbf {R} ^{2}}, un semimeandro de orden {\displaystyle n_{}^{}} es la curva cerrada en {\displaystyle \mathbf {R} ^{2}} que no se autointerseca y que interseca transversalmente la línea en {\displaystyle n_{}^{}} puntos para un cierto entero positivo {\displaystyle n_{}^{}}. Dos semimeandros se dicen equivalentes si son homomórficos en el plano.

## Números meándricos

### Definición
El número de meandros distintos de orden {\displaystyle n_{}^{}} es llamado número meándrico, {\displaystyle M_{n}^{}}. El número de meandros abiertos de orden {\displaystyle n_{}^{}} es el número meándrico abierto {\displaystyle m_{n}^{}}. El número de semimeandros distintos de orden {\displaystyle n_{}^{}} es el número semimeándrico, {\displaystyle {\overline {M}}_{n}}.

### Propiedades
Existe una función inyectiva de los números meándricos en los números meándricos abiertos:
{\displaystyle M_{n}^{}=m_{2n-1}^{}}
Cada número meándrico puede tener un número semimeándrico como mayorante:
{\displaystyle {\overline {M}}_{n}\leq M_{n}^{}\leq {\overline {M}}_{2n}}
Para {\displaystyle n_{}^{}>1}, los números meándricos son pares:
{\displaystyle M_{n}^{}\equiv 0{\pmod {2}}}